# Giacomo Prampolini
Giacomo Prampolini (Milano, 22 giugno 1898 – Pisa, 25 aprile 1975) è stato un traduttore, saggista e poeta italiano.
Poliglotta e traduttore, conosceva quasi sessanta lingue.

## Biografia
Suo padre, Norberto, fu un funzionario delle imposte nato a Rubiera e cugino di terzo grado del futuro senatore Natale Prampolini, mentre sua madre, Cinzia Pesenti, era la figlia di un bergamasco, garibaldino dei Mille. Giacomo stesso era cugino di secondo grado del noto editore Romeo Prampolini. Dopo le lauree in lettere e in giurisprudenza, quest'ultima conseguita all'Università di Pavia nel 1920, si dedicò agli studi linguistici. Fu consulente, dagli anni venti fino alla morte, dei principali editori italiani.
Prolifico traduttore, tradusse dal tedesco (Hans Carossa, Frank Wedekind, Richard Wagner), dall'inglese (Rudyard Kipling, John Keats, Aldous Huxley, Liam O'Flaherty), dall'olandese (Arthur van Schendel, Felix Timmermans) e dalle lingue scandinave (Knut Hamsun, Olav Duun, Pär Lagerkvist, Kristmann Guðmundsson, Gunnar Gunnarsson).
Membro della Koninklijke Academie voor Nederlandse Taal- en Letterkunde e della Società Olandese di Lettere di Leida, fu un pioniere degli studi e della diffusione in Italia delle culture olandesi e fiamminghe con la sua antologia: La Letteratura Olandese e Fiamminga.
Visse in provincia di Perugia, a Spello (dove avevano abitato alcuni suoi parenti), dove nel 2007 gli è stata intitolata la biblioteca comunale.

## Premi
- 1936 - Premio dell'Accademia d'Italia per Storia universale della letteratura.[9]
- 1964 - Premio letterario «Martinus Nijhoff» per i suoi meriti di traduttore dal nederlandese.[10]

## Opere
- Grammatica teorico-pratica della lingua olandese, Milano, Hoepli, 1928.
- Il tesoro nascosto, Milano, Hoepli, 1934.
- Storia Universale della Letteratura, Torino, UTET, 1938.

### Poesie
- Dall'alto silenzio, Milano, S.A.T.E., 1928.
- Segni, Pavia, Artigianelli, 1931.
- Dominio delle cose, Milano, All'insegna del pesce d'oro, 1946.
- Vanni Scheiwiller (a cura di), Porticello, con una nota di Eugenio Montale, Milano, All'insegna del pesce d'oro, 1958.
- Molte stagioni, Milano, Mondadori, 1962.

### Saggi
- La Letteratura Olandese e Fiamminga: Antologia (1880-1924), prefazione di G. Prezzolini, Roma, Stock, 1927.
- La mitologia nella vita dei popoli, Milano, Hoepli, 1937-1938.
- L'Annunciazione nei pittori primitivi italiani, Como, Hoepli, 1939.

## Traduzioni dal 1921 al 1939[11]
- Risveglio di primavera: tragedia di bambini in 3 atti, F. Wedekind, Il convegno editoriale, 1921
- Offerta al sole; Notti chiare; Al mare: o Epipsychidion, S. Przybyszewski, Modernissima, 1923
- Ernesto De Fiori, E. Szittya, Hoepli, 1925
- Lettere a Fanny Browne, J. Keats, Formiggini, 1925
- Victoria, K. Hamsun, Morreale, 1925
- L’androgine, S. Przybyszewski, Carabba,1926
- L’Alcalde di Zalamea: dramma in tre giornate, Calderon de la Barca, Alpes, 1926
- Ernesto De Fiori, E. Szittya, Scheiwiller, 1927
- Angiolino e la primavera, A. van Schendel, Alpes, 1927
- Capitani coraggiosi, R. Kipling, Corticelli, 1928
- Novissime avventure di Sherlock Holmes, A. C. Doyle, Mondadori, 1928
- Tamalone: Un vagabondo innamorato. Un vagabondo smarrito., A.F.E. Schendel, Agnelli, 1928
- Carlo e Anna, L. Frank, Sperling & Kupfer, 1929
- Sua maestà nera, J.W. Vandercook, Modernissima, 1929
- Bambi. La vita di un capriolo, F. Salten, Treves, 1930
- I cacciatori di lupi, J.O. Curwood, Agnelli, 1930
- Con l’Aquila verso il polo […], N. Strindberg e K. Fraenkel, Mondadori, 1930
- Il parroco della vigna fiorita, F. Timmermans, Sperling & Kupfer, 1930
- L’altra diplomazia, H.R. Berndorff, Agnelli, 1931
- Perché questa crisi mondiale?, H. Ford, S. Crowther, Bompiani , 1931
- Il volto del bolscevismo, R. Fülüp-Miller, Bompiani Caesar, M. Jelusich, Bompiani, 1931
- L’Antartide esplorata. Quindici mesi fra i ghiacci, B. Richard, Mondadori,1931
- Racconti, O. Henry, Treves, 1931
- Le talpe della lotta dei popoli: agenti segreti e spie, E. Seeliger, Agnelli, 1931
- I fiori dell’amore, A. van Schendel, Treves, 1931
- Odin, O. Duun, Sperling & Kupfer, 1931
- La polizia indaga, C. Elwenspoek, Agnelli, 1932
- Lettere a Matilde Maier, R. Wagner, Treves,1932
- Il medico Gion, H. Carossa, Sperling & Kupfer, 1933
- L’anima nera, L. O’Flaherty, Mondadori,1933
- Cameriera per scommessa, S. Boo, Mondadori, 1933
- Il vicolo dei sandalai, N. Petersen, Mondadori, 1933
- Ed ora aspettiamo la nave, M. Lauesen, Mondadori, 1933
- Cosecha. Antologia della lirica castellana, Scheiwiller, 1934
- Silja, F.E. Sillanpää, Mondadori, 1934
- Il mattino della vita, K. Guðmundsson, Mondadori,1935
- Axelle, B. Pierre, Mondadori,1935
- La colpa del prete amaro, J.M. Queiròs, Mondadori, 1935
- Gelosia e medicina, M. Choromanski, Mondadori, 1935
- Ciò che oso pensare, J. Huxley, Hoepli, 1935
- L’uccello nero, G. Gunnarsson, Mondadori, 1936
- Nikola Sciuhaj il masnadiero, I. Olbracht, Mondadori, 1936
- Pablo Picasso, C. Zervos, Hoepli, 1937
- Tormentosa inchiesta, O. Duun, Sperling & Kupfer, 1938
- L’amore di Sigmar, K. Guðmundsson, Mondadori
- Il sorriso eterno, P. Lagerkvist, Mondadori
- Il pino, P. Lagerkvist, Scheiwiller